# Xixia (Nanyang)
Xixia  (en chino, 西峡; pinyin, Xīxiá; Wade-Giles, Hsi-hsia) es un condado  bajo la administración directa de la Prefectura Nanyang en la Provincia de Henan, República Popular China.  Su área es de 3445 km² y su población total para 2020 superó los 450 mil habitantes. 

## Administración
A julio de 2025, el  Condado Xixia  se divide en 19 pueblos  administrados en 3 subdistritos,  15 poblados y 1 villa.

## Toponimia
El topónimo Xixia significa "Cañón Xi «occidental»". Se llama así porque se encuentra en una zona de cañones entre las profundas montañas y los antiguos bosques del occidente del monte Funiu (伏牛山). 